# Epidendrum compressum
Epidendrum compressum Griseb., 1864, è una pianta della famiglia delle Orchidacee originaria dell'America tropicale.

## Descrizione
È un'orchidea di piccole dimensioni che cresce epifita sugli alberi della foresta tropicale montana. E. compressum presenta steli spessi alla base e assottigliati verso l'apice, ricoperti da guaine fogliari strettamente embricate e conduplicate, che portano di solito 3 o 4  foglie conduplicate alla base, di forma ellittica ad apice acuto, tutte orientate sullo stesso piano.
La fioritura avviene normalmente dalla fine dell'inverno all'inizio della primavera, mediante un'infiorescenza terminale, derivante dallo stelo maturo, lunga da 20 a 40 centimetri, prima eretta e poi pensula, lassa, ricoperta da brattee floreali e recante un numero variabile di fiori. Questi sono di piccole dimensioni (mediamente 1 centimetro) e non particolarmente appariscenti, piuttosto spessi e cerosi, hanno petali e sepali di colore verde variegato di rosso come il labello imbutiforme.

## Distribuzione e habitat
La specie è originaria dell'America tropicale, in particolare di Trinidad e Tobago, Venezuela, Colombia, Ecuador, Perù e Bolivia, dove cresce epifita sugli alberi della foresta tropicale montana, dalle basse quote fino a 1700 metri sul livello del mare.

## Sinonimi
Epidendrum laxum Poepp. & Endl., 1836, nom. illeg.

Epidendrum yatapuense Barb.Rodr., 1891

Epidendrum macrothyrsus F.Lehm. & Kraenzl., 1899

Epidendrum laxum var. mocoanum Schltr., 1924

Epidendrum guentherianum Kraenzl., 1928

Minicolumna laxa Brieger, 1976, nom. inval.

Minicolumna yatapuensis (Barb.Rodr.) Brieger, 1976, nom. inval. 

## Coltivazione
Questa pianta ha necessità di esposizione all'ombra, con temperature calde per tutto l'anno, in particolare all'epoca della fioritura.